# King Philip’s War

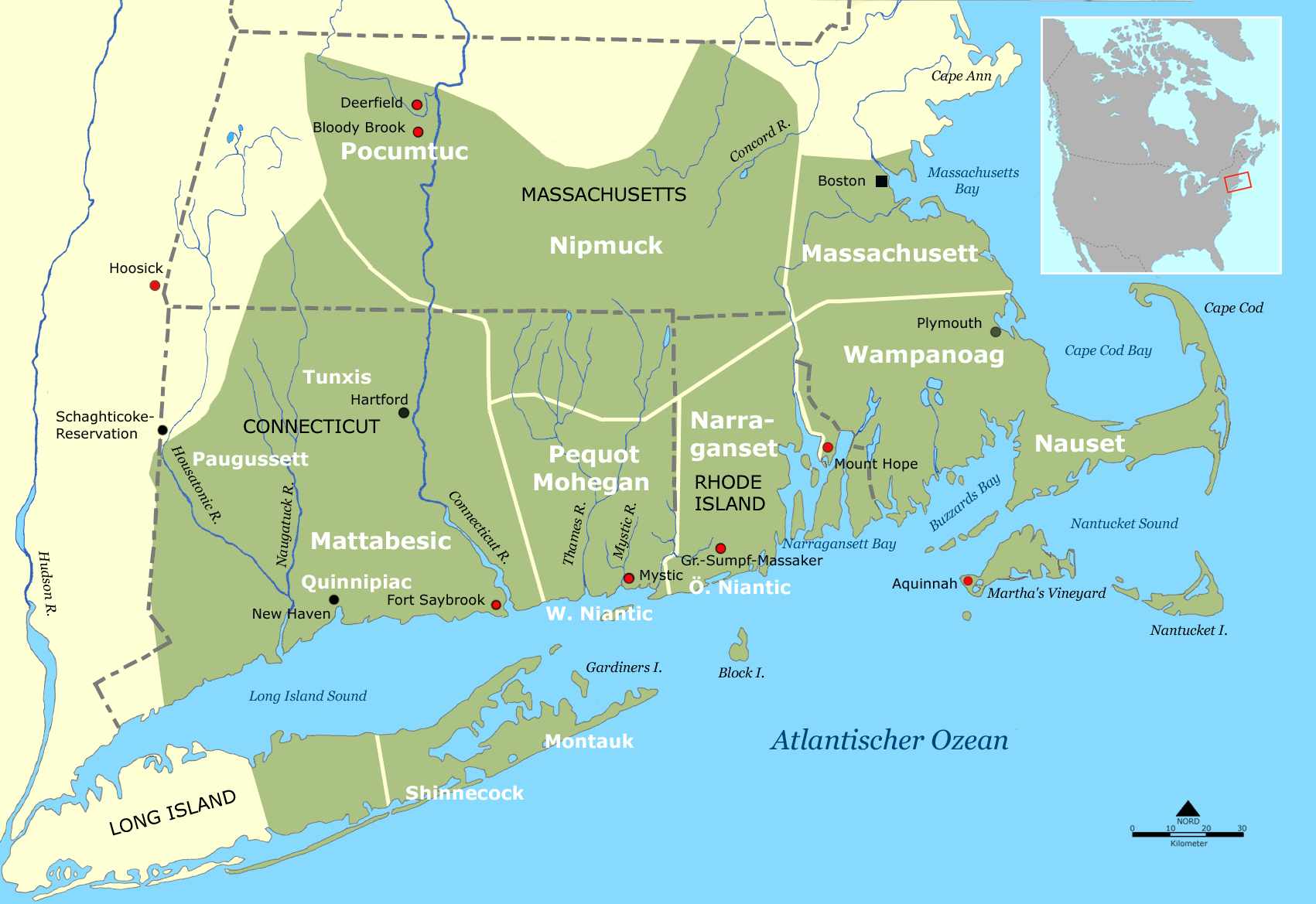
Schauplatz des King Philip’s War und historische Orte (rot).

Als King Philip’s War wird der Aufstand der Indianer im südlichen Neuengland in den Jahren 1675–1676 gegen die Expansion der englischen Kolonisten bezeichnet. Der indianische Anführer wurde von den Engländern King Philip genannt, der Obersachem der Wampanoag im südöstlichen Massachusetts, dessen eigentlicher Name aber Metacomet war. Bei den Kolonisten verloren 800 Menschen ihr Leben, was etwa einem Fünftel aller Männer im wehrfähigen Alter entsprach. Auf indianischer Seite starben etwa 3000 Menschen. Demzufolge gilt er als einer der blutigsten Kolonialkriege in der Geschichte Nordamerikas. Der Krieg war ein kritischer Wendepunkt für die jungen Kolonien, denn er zerstörte die Wechselbeziehungen zwischen Kolonisten und Ureinwohnern und brachte eine neue Kultur in das Land, in der die Indianer zu Randfiguren in der Gesellschaft der dominanten weißen Siedler wurden.

## Geschichtlicher Hintergrund
Das Land, das die Briten Neuengland nannten, war ein reiches, fruchtbares Gebiet, in dem seit Jahrhunderten eine große Anzahl indianischer Völker eine blühende Kultur geschaffen hatten. Im Jahre 1620 landeten die englischen Pilgerväter jedoch an einer fast menschenleeren Küste. Denn die ungewöhnlich dichte indianische Bevölkerung, die Samuel de Champlain nur wenige Jahre zuvor noch erlebt hatte, war durch eine Serie verheerender Epidemien dezimiert worden.
Die Engländer wurden zunächst freundlich aufgenommen und überlebten die ersten Jahre nur durch die Hilfe der Indianer.

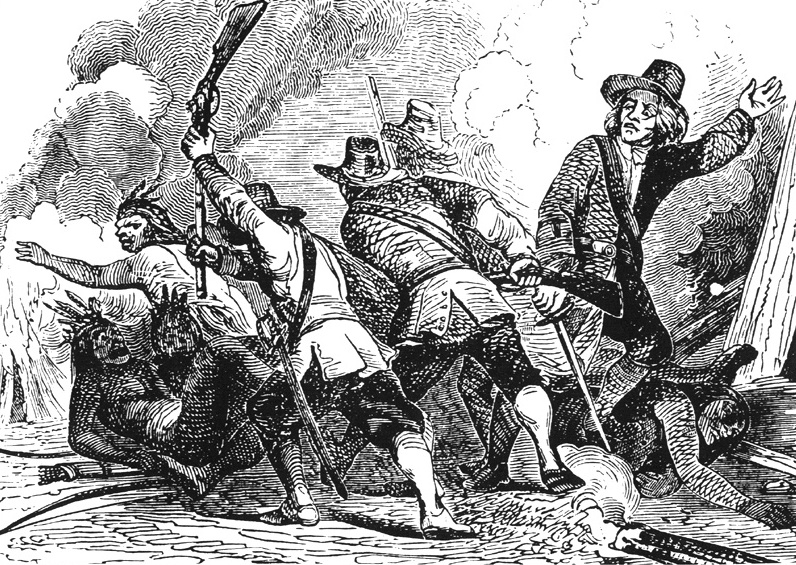
Angriff der Kolonisten auf das Pequot-Fort am Mystic River, 1637

In den Augen der Puritaner waren die indianischen Bevölkerungsverluste ein Geschenk Gottes, um Platz für sein auserwähltes Volk zu schaffen. Die Engländer hielten die saisonalen Wanderungen der Indianer für chaotisch und ziellos. Dabei handelte es sich aber tatsächlich um eine exakte Folge von Umzügen, um die regionalen Ressourcen möglichst gleichmäßig zu nutzen. Nun verlangten die Kolonisten, sie sollten von heute auf morgen Kleinbauern werden. Außerdem wurden große Anstrengungen unternommen, die indianischen Heiden zum Christentum zu bekehren. Die Wampanoag an der Ostküste Massachusetts waren das erste Ziel des puritanischen Missionseifers. Einer der bekanntesten Missionare war der puritanische Geistliche John Eliot. Als dieser mit seiner Missionstätigkeit begann, war für viele Indianer das Leben schon so hoffnungslos, dass selbst seine Form des Christentums als Ausweg aus der Misere angesehen wurde. 1650 siedelte er Konvertiten in Natick an. Auf 6.000 Acres (24,3 km²) Land sollte aus dieser Niederlassung 27 km südwestlich von Boston eine Modellgemeinde der Puritaner werden – eine Gebetsstadt. Das Experiment war erfolgreich, und im Laufe der Zeit entstand eine Reihe weiterer Gebetsstädte in der Region.
Der Führer der Wampanoag war zu dieser Zeit der Obersachem Massasoit. Nach seinem Tode 1661 folgte zunächst sein ältester Sohn Wamsutta, der aber nach kurzer Zeit unter mysteriösen Umständen ums Leben kam. Sein Nachfolger wurde sein jüngerer Bruder Metacom, den die Engländer King Philip nannten. Allem Anschein nach war Philip kein radikaler Sachem, doch unter seiner Führung kam es zu einer dramatischen Änderung in der Haltung der Wampanoag gegenüber den Kolonisten. Ihnen war inzwischen klar geworden, dass die Engländer ihnen nach und nach alles nehmen würden, sowohl ihr Land als auch ihre traditionelle Kultur, Lebensweise und Religion.
Metacomet entschloss sich, die weitere Expansion englischer Siedlungen zu verhindern. Die Wampanoag allein waren dafür jedoch zu schwach, weil sie aktuell weniger als 1.000 Stammesmitglieder hatten. Von seinem Wohnsitz am Mount Hope aus begann er, andere Stämme zu besuchen, um sie für seinen Plan zu gewinnen. Auch das war ein fast aussichtsloses Unterfangen, denn zu dieser Zeit betrug die Zahl der Kolonisten im südlichen Neuengland bereits mehr als das Doppelte der Indianer – 35.000 Kolonisten standen 15.000 Ureinwohnern gegenüber. Philips Bemühungen blieben nicht geheim, denn ein Netzwerk von Spionen, die Indianer aus den Gebetsstädten, man nannte sie betende Indianer (engl. praying Indians), verriet Philips Pläne an die Engländer. 1671 wurde Philip nach Taunton gerufen, hörte sich die Vorwürfe der Engländer an und unterzeichnete eine Vereinbarung, in der sich die Wampanoag verpflichteten, ihre Feuerwaffen abzugeben. Er nahm jedoch nicht am anschließenden Dinner teil, und die Waffen wurden später auch nicht abgeliefert.
Innerhalb der englischen Bevölkerung gab es Vorbehalte gegen weitere kriegerische Handlungen, die puritanische Elite drängte allerdings auf eine Kriegslösung. Die englische Landnahme setzte sich fort und Philip gewann nach und nach die Nipmuck, Pocumtuc und Narraganset als Verbündete. Der Beginn des Aufstands wurde zunächst auf den Frühling 1676 festgelegt.
Im Januar 1675 fand man die Leiche John Sassamons, eines christlichen Indianers. Er war Dolmetscher der Engländer und galt den Wampanoag als Verräter. Drei ihrer Krieger wurden daraufhin gefangen genommen, des Mordes angeklagt und gehängt. Nach dieser offensichtlichen Provokation konnte Philip seine Krieger nicht mehr zurückhalten, weil außerdem Gerüchte kursierten, die Engländer wollten Philip verhaften. Philip hielt in Mount Hope einen Kriegsrat ab – die meisten Wampanoag wollten ihm folgen, mit Ausnahme der Nauset auf Cape Cod und der kleinen Gruppen auf den vorgelagerten Inseln. Weitere Verbündete waren die Nipmuck, Pocumtuc und einige Penacook und Östliche Abenaki. Die Narraganset jedoch wurden gezwungen, einen Friedensvertrag mit den Engländern abzuschließen.

## Die Teilnehmer
Die vorher unabhängigen britischen Kolonien hatten sich 1643 zu einer Konföderation zusammengeschlossen und standen fast allen im südlichen Neuengland lebenden Stämmen gegenüber, dazu kamen noch einige Abenaki aus dem Norden und Mohawk und Mahican aus dem Westen.
- Neuengland-Konföderation, Gouverneur Josiah Winslow, Captain Benjamin Church, Captain Thomas Lothrop, Captain William Turner (Captain), Captain Samuel Mosely
- Expeditionsarmee aus England
- Mohegan, Sachem Oneko
- christliche Indianer (engl. praying Indians)

gegen
- Pocumtuc, Sachem Sancumachu
- Massachusett
- Mattabesic
- Nipmuck, Sachem Sam
- Narraganset, Obersachem Canonchet
- Wampanoag, Obersachem Metacomet oder King Philip
- Westliche und Östliche Abenaki
- einige Mahican und Mohawk

## Der Krieg

### Indianische Erfolge

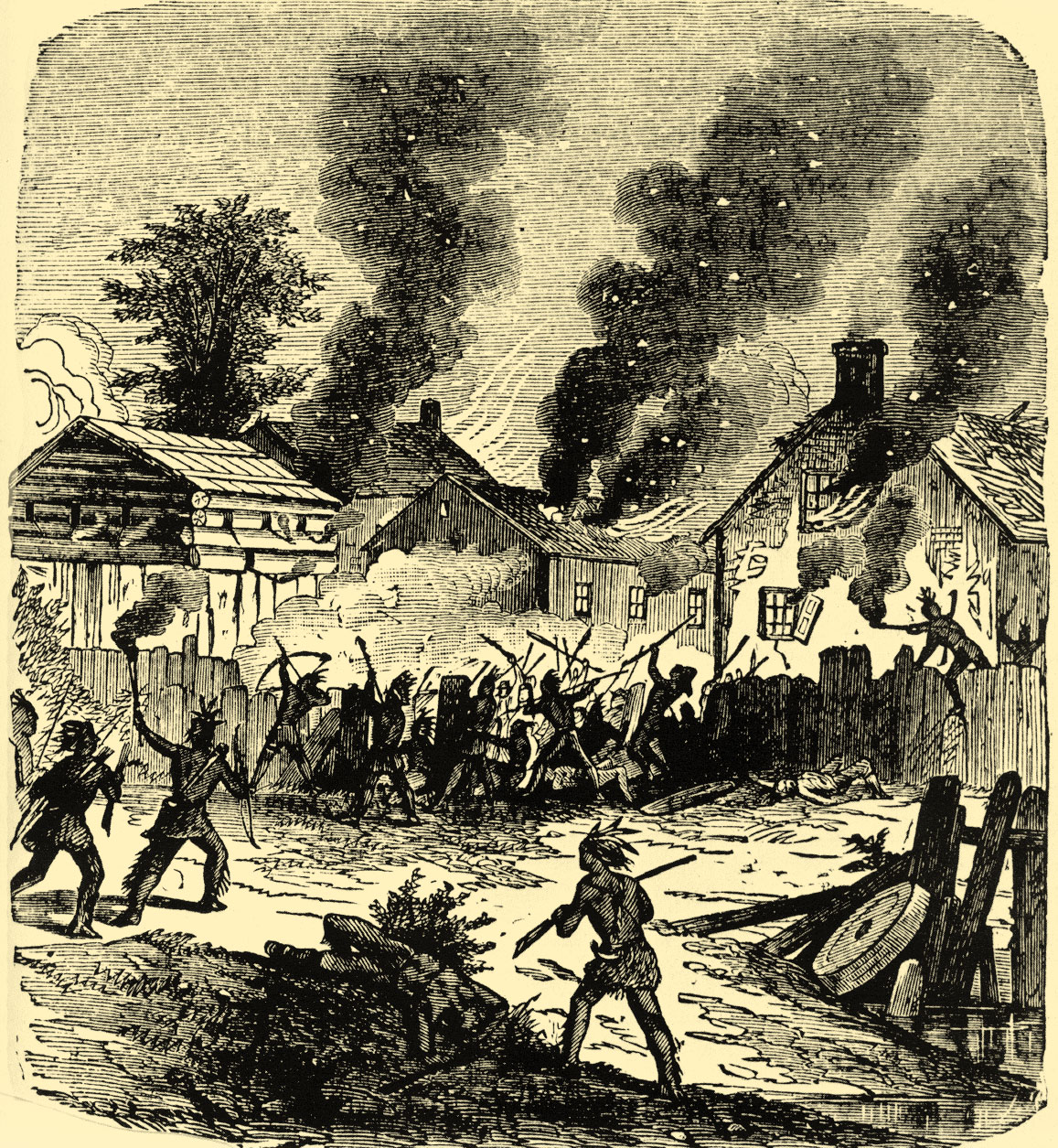
Belagerung von Brookfield (Connecticut) im King Philip’s War

Ende Juni 1675 wurde ein Wampanoag in der Nähe der englischen Siedlung Swansea getötet; damit begann der King Philip’s War. Die Wampanoag überfielen die Orte Swansea, Taunton, Tiverton und Dartmouth im südöstlichen Massachusetts. Trotz der Vorwarnungen und ihrer Überzahl bekamen die Engländer große Probleme. Die Wampanoag und ihre Alliierten waren mit Feuerwaffen gut ausgerüstet, teilweise durch die Franzosen, aber auch durch die Engländer selbst. Die Indianer hatten sogar eigene Waffenschmieden und Werkstätten in den Wäldern eingerichtet. Philip hatte mehr als 1.000 Krieger aus praktisch jedem Stamm Neuenglands zur Verfügung, und viele offiziell neutrale Stämme versorgten die Krieger mit Unterkunft und Verpflegung. Nur die Mohegan unter Uncas’ Sohn Oneko waren loyale Verbündete der Kolonisten. Besonders verärgert waren die Engländer über die vielen Überläufer aus den Reihen der christlichen Indianer (engl. praying Indians). Als die puritanischen Missionare die Anzahl der konvertierten Indianer überprüften, fanden sie nur noch etwa 500 von ihnen in den Gebetsstädten. Die anderen waren in den Wäldern verschwunden oder hatten sich Philip angeschlossen. Deshalb wurden die verbliebenen betenden Indianer auf die Insel Deer Island im Bostoner Hafen oder zu anderen „sicheren“ Orten gebracht. Ein Großteil überlebte die Verbannung nicht.
Im Juli 1675 stellten die Kolonisten in Plymouth eine Truppe zusammen, die zum Mount Hope, Philips Dorf, in der Nähe des heutigen Bristol auf Rhode Island marschierte und auf ihrem Weg dorthin jedes Wampanoag-Dorf niederbrannte. Sie stellten die Wampanoag-Krieger in einem Sumpf bei Pocasset Neck, doch diesen war es gelungen, ihre Frauen und Kinder per Kanu über die Bucht bei den Pocasset zu evakuieren. Philip und seine Krieger konnten unbemerkt fliehen; so belagerten die Engländer einen leeren Sumpf. Philip ließ seine Frauen und Kinder in der Obhut der immer noch neutralen Narraganset und zog mit seiner Truppe nach Westen zu den Nipmuck im zentralen Massachusetts. Wenn man englischen Berichten folgt, dann war Philip bei fast jeder Schlacht, jedem Gefecht zugegen, was aber physisch praktisch unmöglich war. Philip hatte die politische Führung der Indianer, während andere, wie Anawon, Tuspaquin, Sachem Sam von den Nipmuck und Sancumachu von den Pocumtuc die einzelnen Gefechte anführten.
Nachdem Philip seinen neuen Standort im Westen bezogen hatte, bekam der Krieg eine schärfere Gangart als vorher. Die Nipmuck überfielen Brookfield und Worcester, vereinigten sich dann mit den Pocumtuc und wandten sich den Siedlungen im Tal des Connecticut Rivers zu. Nach einem Angriff auf Northfield wurde der Hilfstrupp von Captain Beers südlich der Stadt in einen Hinterhalt gelockt und mehr als die Hälfte seiner Mitglieder getötet. Im September griffen die Indianer Deerfield und Hadley an und zwangen die Kolonisten, ihre Häuser in der Gegend zu verlassen. Angesichts des bevorstehenden Winters setzten die Engländer 80 Soldaten unter Captain Thomas Lothrop in Marsch, um die verlassene Ernte bei Hadley in Sicherheit zu bringen. Auf dem Rückmarsch geriet die Truppe bei Bloody Brook südlich von Deerfield in einen Hinterhalt und wurde von 700 Pocumtuc angegriffen und nahezu vernichtet. Eine weitere englische Einheit, verstärkt durch 60 Mohegan-Krieger, kam zu spät und fand nur noch sieben Überlebende.
Nach den Angriffen auf die nördlichen Siedlungen am Connecticut River zogen Philips Krieger nach Süden und überfielen die Ortschaften Hatfield, Springfield, Westfield und Northampton. Trotz der Hilfe der Mohegan ging es den Siedlern im westlichen Massachusetts schlecht, und im späten Herbst hatten sie sich auf wenige Forts zurückgezogen. Zu dieser Zeit fühlte sich Philip stark genug, um nach Rhode Island zurückzukehren und seine Familie zu holen. Er brachte sie nach den Berkshire Mountains in sein Winterquartier bei Hoosick an der Grenze von Massachusetts und New York. Hier bekam er Verstärkung von den Westlichen Abenaki und sogar einigen Mahican und Mohawk. Die Bevölkerung in Philips Dorf in Hoosick wuchs auf mehr als 2.000 Personen, und im Winter 1675/76 kam es zu einer lang anhaltenden Hungersnot.
Die Engländer sahen die neutralen Stämme, die den Wampanoag halfen, als Feinde an und erweiterten so den Krieg. Beim Ausbruch der Kämpfe hatten sich die Narraganset in einem einzigen, inmitten eines Sumpfes gelegenen, befestigten Dorf bei Kingston in Rhode Island versammelt. Sie hatten dort auch Wampanoag-Frauen und -Kinder aufgenommen, was ihnen von den Engländern als Unterstützung des Feindes vorgeworfen wurde. Im Dezember 1675 führte Gouverneur Josiah Winslow von Plymouth eine 1.000 Mann starke Armee zusammen mit 150 Mohegan-Scouts gegen das Narraganset-Fort im Sumpf. Nachdem Canonchet, der Führer der Narraganset die Forderung zurückwiesen hatte, die Wampanoag in seinem Dorf auszuliefern, griffen die Belagerer an. Den Engländern gelang es, in das Dorf einzudringen und die Hütten in Brand zu stecken. Viele Indianer flüchteten in den Sumpf und mussten in ohnmächtiger Wut zusehen, wie Frauen, Kinder und Alte bei lebendigem Leib verbrannten. In diesem Gefecht, das als Großes Sumpf-Massaker (engl. Great Swamp Massacre) bekannt wurde, verloren die Narraganset mehr als 600 Stammesmitglieder und 20 Sachems. Canonchet jedoch konnte fliehen und führte eine größere Gruppe von Narraganset-Kriegern nach Westen, um sich mit King Philip in Hoosick zu vereinigen.

### Die Niederlage
Philip hatte inzwischen versucht, die Mohawk auf seine Seite zu bringen. Edmund Andros, vom König ernannter Gouverneur von New York, war kein Freund der Puritaner in Massachusetts, und verhielt sich zunächst neutral. Das änderte sich erst, als Philip sich bemühte, die Irokesen als Verbündete zu gewinnen. Nachdem einige Mohawk unter fragwürdigen Umständen in der Nähe von Hoosick ums Leben gekommen waren, lehnten sie Philips Anfrage ab und zwangen ihn sogar auf Gouverneur Andros Wunsch hin, Hoosick zu verlassen. Er zog mit seinen Kriegern nach Squawkeag im Tal des Connecticut Rivers, nahe der Grenze von Massachusetts und Vermont. Philip wartete nicht weiter auf wärmeres Wetter, sondern setzte den Krieg fort. Im Februar überfiel er eine große Anzahl von Siedlungen im gesamten südlichen Neuengland und legte sie in Schutt und Asche.
Die englischen Truppen wurden wiederholt in Hinterhalte gelockt, und die Narraganset unter Canonchet töteten bei zwei Gefechten über 130 Soldaten. Als diese Erfolge bekannt wurden, zogen noch mehr Krieger nach Squawkeag, doch Philip war nicht in der Lage, sie alle zu versorgen. Er versuchte verzweifelt, die englischen Siedler aus dem Gebiet zu verjagen, sodass die Indianer Mais für ihre Verpflegung anbauen konnten. Aus diesem Grund griffen im Frühling 1676 Pocumtuc und Narraganset vereint die Orte Deerfield und Northfield an und erlitten schwere Verluste. Die Indianer benötigten dringend Saatgut, und im April kehrte Canonchet nach Rhode Island zurück, um Philip Saatgut aus einem geheimen Versteck zu bringen. Doch auf dem Rückmarsch wurde Canonchet von Mohegan gefangen, den Engländern ausgeliefert und später von einem Exekutionskommando erschossen.
Canonchets Tod schien Philip schwer getroffen zu haben; er markierte den Wendepunkt des Krieges. Philip zog sich in sein Hauptquartier am Mount Wachusett zurück. Die Aktionen der Engländer wurden effektiver, weil sie nun die christlichen Indianer aus den Gebetsstädten als Scouts einsetzten. Im Mai 1676 griff Captain William Turner ein indianisches Lager bei Turner's Falls an und tötete über 400 Ureinwohner einschließlich des Pocumtuc-Sachems Sancumachu. Außerdem töteten sie viele Waffenschmiede und zerstörten deren Werkstätten. Die Indianer setzten zu einem Gegenangriff an, und Turner verlor auf dem Rückzug nach Hatfield 43 Männer. Doch die indianischen Verluste zeigten ihre Wirkung, und Philips Konföderation begann sich aufzulösen. Jeder Stamm kämpfte nun für sich allein und einige Nipmuck und Pocumtuc akzeptierten das Angebot aus New York, bei den Mahican in Schaghticoke Zuflucht zu suchen. Andere gingen zu den Westlichen Abenaki nach Cowasuck im Norden oder noch weiter nach Missisquoi und Odanak in Québec. Philip und die Wampanoag jedoch zogen zurück in ihre Heimat ins südöstliche Massachusetts.
Den ganzen Sommer hindurch wurden die Wampanoag von Truppen und indianischen Scouts unter Captain Benjamin Church gejagt. Philip zog sich in ein Versteck beim Mount Hope zurück. Am 1. August konnte Philip während eines Angriffs auf sein Dorf flüchten, doch seine Frau und sein Sohn wurden ergriffen und als Gefangene nach Martha’s Vineyard gebracht. Fünf Tage später griffen die Engländer ein Dorf der Pocasset an, und Weetamoo, die Witwe von Philips Bruder, ertrank bei einem Fluchtversuch. Die Engländer schnitten ihren Kopf ab und stellten ihn in Taunton öffentlich aus. Philip blieb weiter in seinem Versteck am Mount Hope, bis er nach einem Verrat am 12. August von Benjamin Churchs Truppen umstellt und erschossen wurde. Sein Körper wurde enthauptet und gevierteilt, den Kopf stellte man 25 Jahre lang in Plymouth auf einem Pfahl zur Schau. Viele Berichte weisen darauf hin, dass Philips Frau und Sohn als Sklaven nach Westindien verkauft wurden, einige sagen aber auch aus, sie seien zu den Sokoki in Odanak geflohen.

### Folgen des Krieges
Der Krieg war eigentlich mit Philips Tod beendet, doch Friedensverträge wurden erst zwei Jahre später zwischen den Kriegsparteien geschlossen. In dieser Zeit jagten die Engländer Philips Verbündete und Angehörige von Stämmen, die ihn unterstützt hatten. Nur zwei Penacook-Stämme hatten sich King Philip angeschlossen, die Nashua und die Wachuset, während sich die übrigen unter Sachem Wannalancet aus den Kämpfen heraushielten. Die Engländer jedoch waren davon überzeugt, dass die Penacook die Aufständischen unterstützten, und eine Strafexpedition unter Captain Samuel Mosely griff sie 1676 an. 200 Nashua wurden getötet und die Überlebenden verkaufte man als Sklaven; die entkommenen Penacook flüchteten nach Kanada unter französischen Schutz. Später in demselben Jahr wurden sogar die weiter nördlich lebenden Penobscot und Kennebec in den Krieg hineingezogen. Im November 1676 griff eine englische Truppe Squagheag an und vernichtete die Maisvorräte für den kommenden Winter. 
Die indianischen Ureinwohner hatten proportional gesehen im Vergleich zu anderen Kolonialkriegen in Nordamerika die höchsten Verluste. Am Ende des Krieges hatten von 20.000 Ureinwohnern 3000 ihr Leben verloren, was etwa 15 % entspricht. Obwohl kleine Gruppen bis ins 19. Jahrhundert am Connecticut River lebten, verschwanden die Pocumtuc als organisierte Gruppe. Auch den Engländern brachte der Krieg hohe Verluste: 600 Kolonisten fanden den Tod, insgesamt 90 Siedlungen wurden angegriffen und davon 13 völlig zerstört.
Die britischen Soldaten, die England zur Niederschlagung des Aufstands geschickt hatte, blieben wegen der hohen Kosten für die Rückreise nach England überwiegend in den Kolonien.